# Cissus pseudoverticillata
Cissus pseudoverticillata är en vinväxtart som beskrevs av J. A. Lombardi. Cissus pseudoverticillata ingår i släktet Cissus och familjen vinväxter. Inga underarter finns listade i Catalogue of Life.